# Ludwig Galerie Schloss Oberhausen

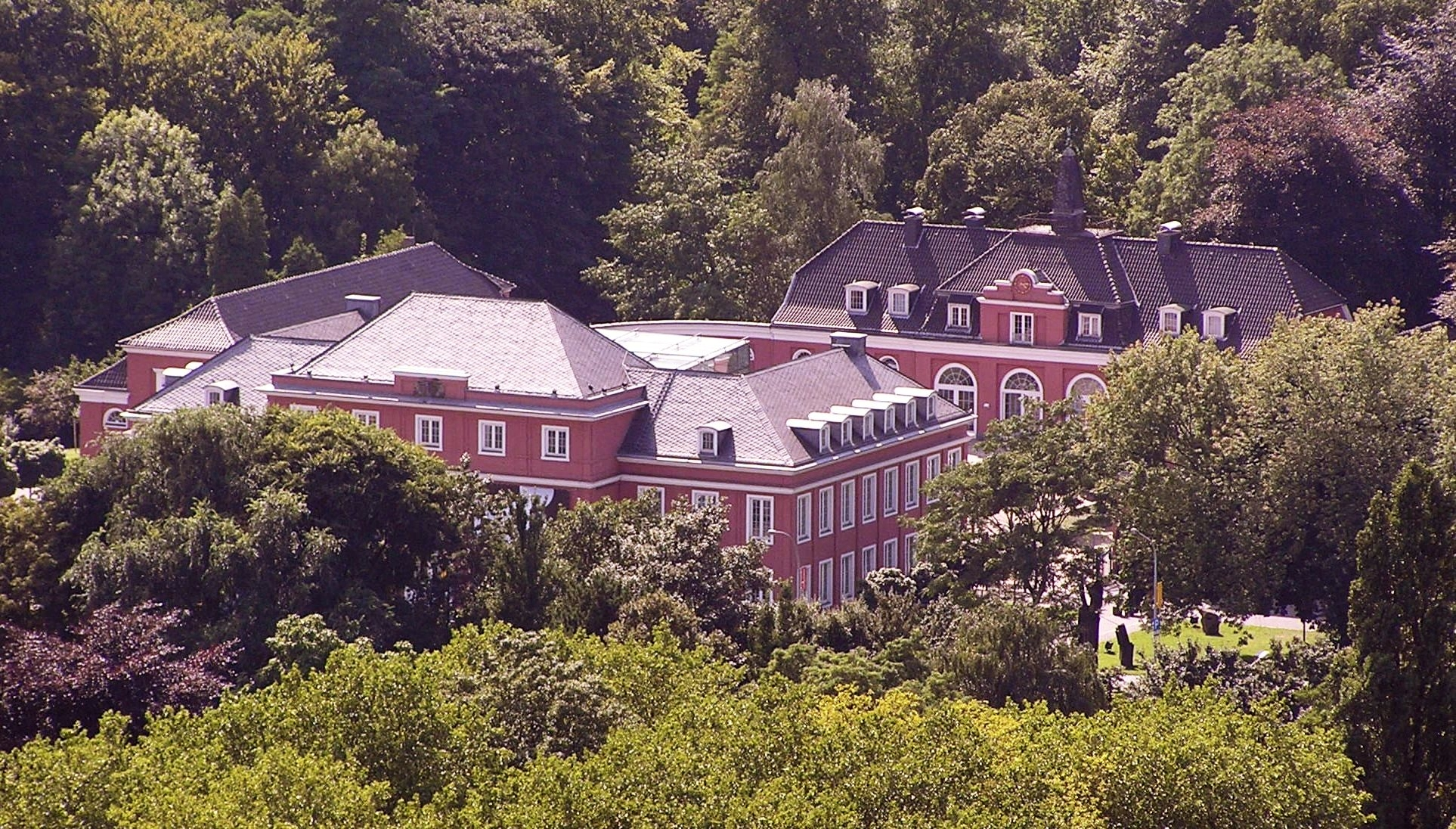

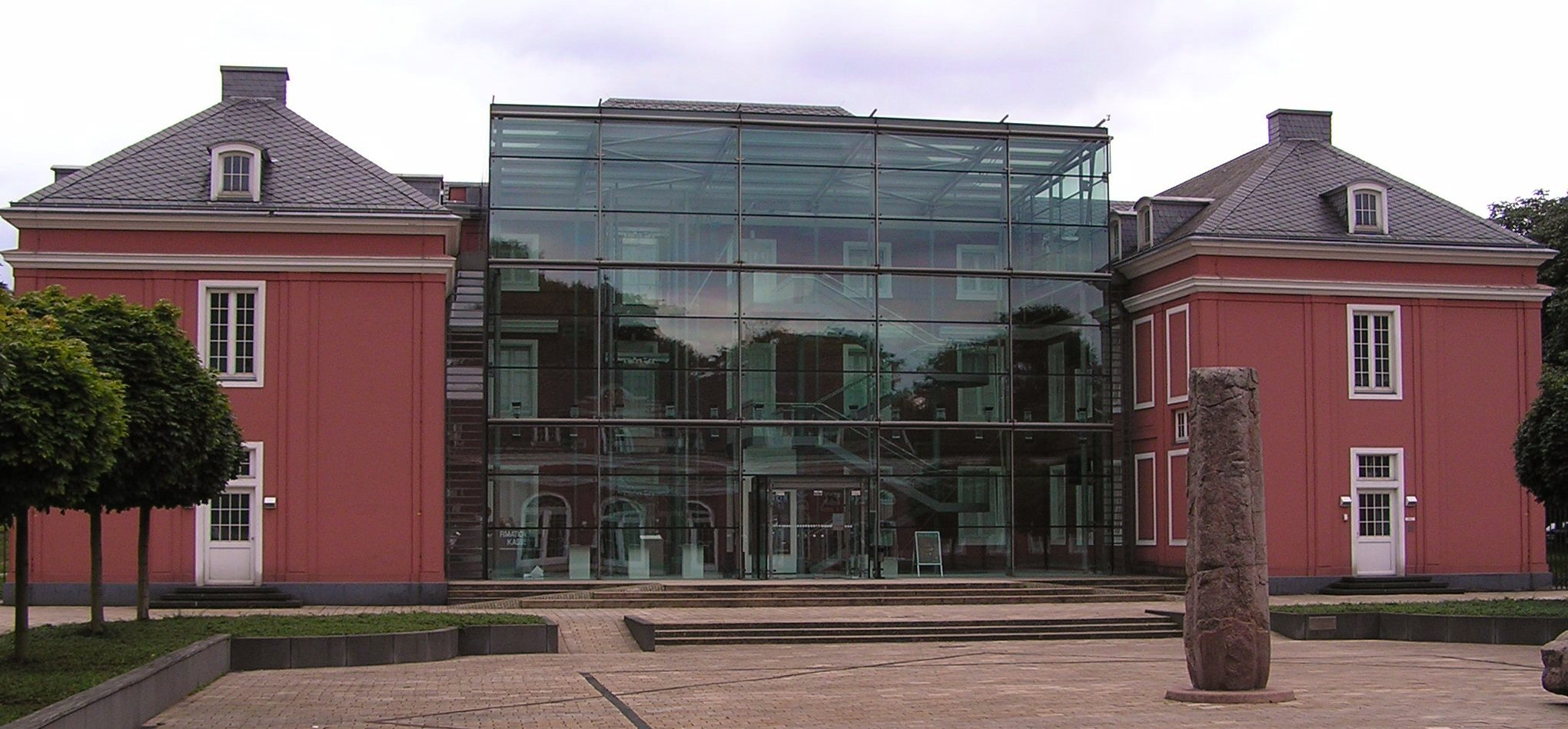
Hoofdgebouw met Vitrine

De Ludwig Galerie Schloss Oberhausen is een museum gevestigd in Slot Oberhausen, gelegen aan de Konrad-Adenauer-Allee tussen de stadsdelen Sterkrade, Osterfeld en Alt-Oberhausen van Oberhausen in de Duitse deelstaat Noordrijn-Westfalen. Het museum maakt deel uit van de Ludwigmusea.

## Geschiedenis
In 1947 werd in Slot Oberhausen een Städtische Galerie geopend met een collectie impressionistische landschappen van Max Liebermann, Max Slevogt en Lovis Corinth. Een ander zwaartepunt van de collectie was de verzameling internationale grafiek van onder anderen: Pablo Picasso, Odilon Redon en Maurice Denis. Aanvang zestiger jaren werd de museumcollectie verder uitgebreid met werk van de verzamelaar Kasimir Hagen uit Keulen, zoals Europese kunst van de Middeleeuwen tot hedendaagse kunst, etnografische kunst en glas uit de twintigste eeuw.
Aan het einde van de zestiger jaren verwierf het museum werken van de expressionistische kunstenaarsgroep Die Brücke, van representanten van de Nieuwe zakelijkheid als Otto Dix en van het kritische realisme als Käthe Kollwitz. Ten slotte vond ook hedendaagse kunst, zoals werk van de Op-Art en de Pop Art-bewegingen, zijn plaats in de collectie.

## Collectie Ludwig
De DDR-collectie van het echtpaar Peter en Irene Ludwig, die deel uitmaakt van de Collectie Ludwig, bestaat uit meer dan 500 werken van kunstenaars uit de voormalige DDR, zoals Wolfgang Mattheuer, Bernhard Heisig en Werner Tübke. In 1983 werd deze collectie als Ludwig Institut für Kunst der DDR in het museum ondergebracht.
In 1996 werd besloten het museumconcept te veranderen en de museumbezoekers wisselexposities van werken uit de collectie aan te bieden. Tegelijkertijd werd een aanvang gemaakt met de nieuwbouw naar een ontwerp van architectenbureau Eller & Eller: de nieuwe foyer tussen twee korte vleugels van het hoofdgebouw, de Vitrine en de ontstane centrale binnenhof tussen hoofdgebouw en het zogenaamde Kleines Schloss van 50 bij 50 meter. Delen van het gebouw werden verbouwd tot de nieuwe Ludwig Galerie Schloss Oberhausen. Het nieuwe museum werd in 1998 heropend.

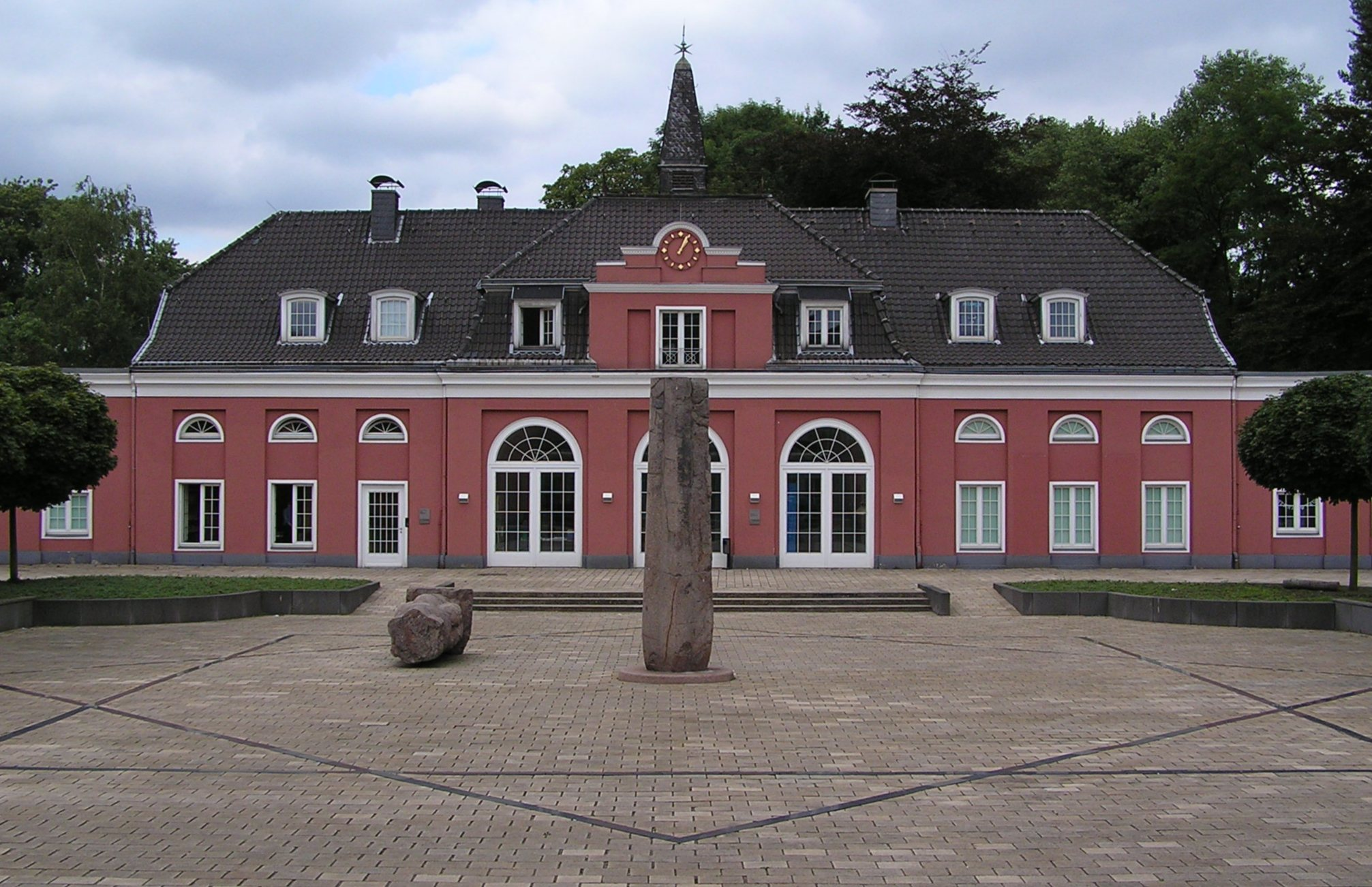
Kleines Schloss

De bezoekers bereiken via de Vitrine de ingang van de Ludwig-Galerie Schloss Oberhausen, dat zich in het hoofdgebouw bevindt op drie etages met een totale oppervlakte van 2000 m².